# Coxa vara
Per coxa vara (chiamata anche coxa adducta e coxa flessa) si intende in campo medico una deformità dell'anca; il suo opposto viene definita come coxa valga.

## Manifestazioni
La definizione riguarda tutte quelle deformazioni dove l'angolo tra la testa del collo del femore e dell'asse del corpo risulti diminuito, o comunque risulti (parlando del collo del femore) eccessivamente orizzontale.

## Terapia
Il trattamento è soltanto chirurgico.